# Синегорлая абурри
Синегорлая абурри, или белошапочный гуан (лат. Pipile pipile) — редкая птица семейства краксов. Эндемик карибского острова Тринидад, обитающий только в густых горных лесах в восточной части северной гряды гор. Вид находится на грани вымирания, так как его популяция насчитывает от 70 до 200 особей.

## Описание
Синегорлая абурри длиной от 61 до 69 см. Длина крыла составляет 36 см, длина хвоста примерно 29 см. Половой диморфизм не выражен.
Вершина клюва чёрная, остальной клюв, восковица и неоперённая часть лица голубые. Радужина глаз красно-коричневого цвета. Белое оперение окантовывает голый участок лица, доходя до кроющих уха. Перья хохла длинные, тонкие и заострённые. Они коричневато-чёрные с тонкой белой каймой. Кожистый отросток на горле синего цвета. Оперение тела преимущественно чёрное с коричневато-пурпурным отливом. Кроющие крыла с каймой белого цвета. Ноги красные.

## Распространение
Синегорлая абурри населяет отдалённые горные дождевые леса на северо-востоке Тринидада на высоте от 10 до 900 м над уровнем моря. Она предпочитает скалистые и холмистые участки со множеством рек, малым подлеском, густой верхней кроной и большим количеством вьющихся растений и эпифитов. Живёт как в первоначальных, так и во вторичных лесах и на возделываемых землях.

## Питание
Приём пищи происходит преимущественно в лесу. Птица питается плодами, а также листьями и цветками.

## Размножение
О репродуктивной биологии известно мало. Период гнездования длится весь год. В кладке 2 яйца.

## Природоохранный статус
Популяция вида насчитывает от 70 до 200 особей, виду, согласно МСОП, грозит вымирание. Основные факторы угрозы — это охота и длительное разрушение жизненного пространства.